# در شعله با تو رقصان
در شعله با تو رقصان نام آلبوم موسیقی ایرانی است، با خوانش صابر ابر و پانته‌آ پناهی‌ها که در تابستان ۱۳۹۴  منتشر شده‌است.

## عنوان قطعات
1. یازده(شعر علیرضا کلیایی)
2. می‌خواهمت(شعر علیرضا کلیایی)
3. دیدار(شعر مهیار علیزاده - علیرضا کلیایی)
4. بخوان(شعر مهدی اخوان ثالث)
5. تلاطم(شعر علیرضا کلیایی)
6. خواب ساحل را دیده‌ام(شعر مهیار علیزاده - علیرضا کلیایی)
7. آشوب(شعر هوشنگ ابتهاج)

## جوایز و افتخارات
- آلبوم در شعله با تو رقصان نامزد جایزه باربد بهترین آلبوم موسیقی تلفیقی در سی و یکمین جشنواره موسیقی فجر(۱۳۹۴)[۳]

## نگارخانه

جلد آلبوم در شعله با تو رقصان آهنگساز مهیار علیزاده
طرح پشت جلد در شعله با تو رقصان آهنگساز مهیار علیزاده
پوستر کنسرت در شعله با تو رقصان